# Julio César Gambina
Julio César Gambina (30 de junio de 1953) es economista marxista y profesor universitario argentino, especializado en economía política, economía mundial, integración, deuda externa y otros asuntos sociales y políticos.

## Biografía
Es Doctor en Ciencias Sociales por la Universidad de Buenos Aires (UBA) y profesor en la Universidad Nacional de Rosario (UNR). 
Ejerce como Presidente de la Fundación de Investigaciones Sociales y Políticas (FISyP) y es Director del Centro de Estudios y Formación de la Federación Judicial Argentina (CEFJA) e integrante del Consejo de Dirección del Instituto de Estudios y Formación de la Central de Trabajadores Argentinos (CTA).
Ejerce como presidente, con Camille Chalmers, de la SEPLA - Sociedad de Economía Política y Pensamiento Crítico de América Latina, para el periodo 2016-2018.
Es miembro del Consejo Académico de ATTAC-Argentina, la Asociación por la Tasación de las Transacciones financieras especulativas.
Durante 2006-2012 fue integrante Comité Directivo del Consejo Latinoamericano de Ciencias Sociales (CLACSO).
Se recibió de Contador Público en 1975 en la Facultad de Ciencias de la Administración de la Universidad Nacional del Litoral. 
Se graduó como Doctor en Ciencias Sociales en 2011 en la Facultad de Ciencias Sociales de la Universidad de Buenos Aires, UBA.
Es titular concursado (desde 1985) en Economía Política en la Facultad de Derecho de la Universidad Nacional de Rosario, UNR.
Actúa como profesor de posgrado en diversos aspectos relativo a su especialidad en las Universidades Nacionales de Buenos Aires, Córdoba, Mar del Plata, San Luis, Río Cuarto, Patagonia y en países de Latinoamérica: Chile, Brasil, Colombia, Paraguay.
Profesor invitado en Cursos a Distancia para UNASUR.
Actúa en el movimiento sindical argentino y regional, especialmente en la Central de Trabajadores de la Argentina  y en el Encuentro Sindical Nuestra América (ESNA).
Participó como consultor internacional en el Estado Plurinacional de Bolivia en 2012 y 2013.
Ha publicado numerosos trabajos de su especialidad.

## Obra
Gambina, J. C. (2013) Crisis del Capital (2007/2013). La crisis capitalista contemporánea y el debate sobre las alternativas. Buenos Aires: Fundación de Investigaciones Sociales y Políticas.
Gambina, J. C.; Atilio Borón, A. A.; Osvaldo Bayer, O. (2010) El terrorismo de Estado en la Argentina. Buenos Aires: Ediciones Espacio para la Memoria.
Gambina, J. C.; Campione, D. (2002). Los años de Menem. Cirugía mayor. Buenos Aires: Centro Cultural de la Cooperación.